# Turčiansky Ďur
Turčiansky Ďur (bis 1960 slowakisch „Svätý Ďur“ – bis 1927 auch „Svätý Jur“; deutsch Sankt Georg, ungarisch Turócszentgyörgy – bis 1907 Szentgyörgy) ist eine Gemeinde im Norden der Slowakei mit 164 Einwohnern (Stand 31. Dezember 2024), die zum Okres Martin, einem Teil des Žilinský kraj, gehört und zur traditionellen Landschaft Turiec gezählt wird.

## Geographie
Die Gemeinde befindet sich im Mittelteil des Turzbeckens (slowakisch Turčianska kotlina) am linken Ufer des Turiec. Das Ortszentrum liegt auf einer Höhe von 463 m n.m. und ist 15 Kilometer von Martin entfernt.
Nachbargemeinden sind Kláštor pod Znievom im Westen und Norden, Socovce im Osten, Blažovce im Süden und Moškovec im Südwesten.

## Geschichte

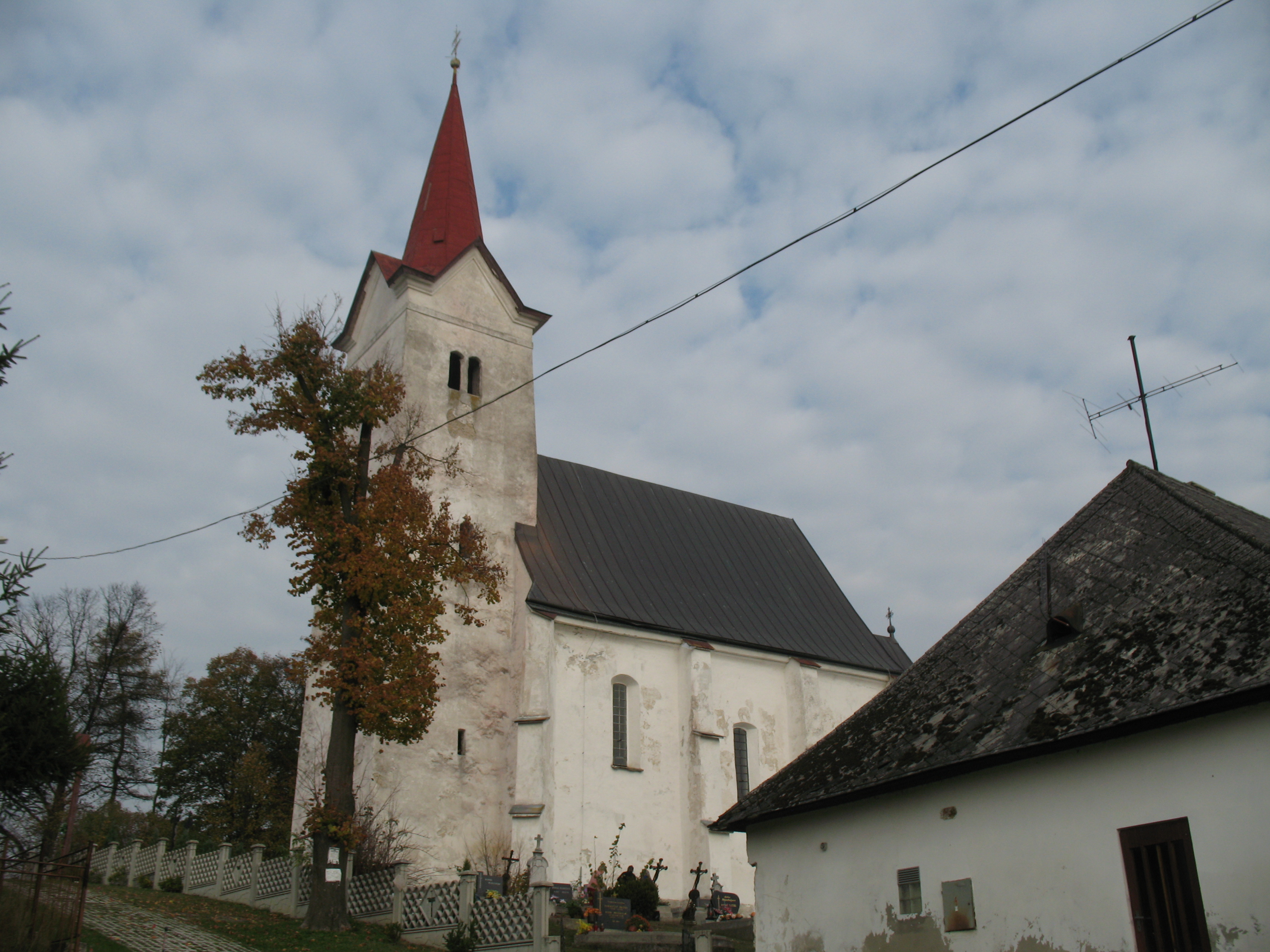
Blick auf die Georgskirche

Der Ort entstand rund um die Georgskirche und wurde zum ersten Mal 1332 als (plebanus) Sancti Georgii schriftlich erwähnt. 1591 erwarben Jesuiten einen Teil der Ortsgüter, bis zur Abschaffung des Ordens war das Dorf Teil des Herrschaftsgebiets der Burg Zniev. 1784 hatte die Ortschaft sechs Häuser und 48 Einwohner, 1828 zählte man 11 Häuser und 64 Einwohner, die als Landwirte beschäftigt waren.
Bis 1918 gehörte der im Komitat Turz liegende Ort zum Königreich Ungarn, kam danach zur Tschechoslowakei beziehungsweise heute Slowakei.

## Bevölkerung
| Jahr                | 1994 | 2004     | 2014    | 2024    |
| ------------------- | ---- | -------- | ------- | ------- |
| Anzahl der Personen | 156  | 193      | 175     | 164     |
| Unterschied         |      | +23,71 % | −9,32 % | −6,28 % |

| Jahr                | 2023 | 2024    |
| ------------------- | ---- | ------- |
| Anzahl der Personen | 165  | 164     |
| Unterschied         |      | −0,60 % |

Nach der Volkszählung 2011 wohnten in Turčiansky Ďur 172 Einwohner, davon 171 Slowaken. Ein Einwohner machte keine Angabe zur Ethnie.
140 Einwohner bekannten sich zur römisch-katholischen Kirche, zehn Einwohner zur Evangelischen Kirche A. B. und zwei Einwohner zu einer anderen Konfession. 14 Einwohner waren konfessionslos und bei sechs Einwohnern wurde die Konfession nicht ermittelt.

## Bauwerke und Denkmäler
- römisch-katholische Georgskirche im gotischen Stil aus dem frühen 14. Jahrhundert, 1602 erweitert, mit gewölbtem Schiff und eingebautem Turm
- Pfarrei im Barockstil

## Verkehr
Durch Turčiansky Ďur passiert die Straße 2. Ordnung 519 auf dem Weg von Martin nach Prievidza. Der nächste Bahnanschluss ist die Haltestelle Kláštor pod Znievom an der Bahnstrecke Salgótarján–Vrútky (Teilstrecke Diviaky–Vrútky).